# Bradina xanthalis
Bradina xanthalis là một loài bướm đêm trong họ Crambidae.